# 마룰라나무속
마룰라나무속(marula--屬, 학명: Sclerocarya 스클레로카리아[*])은 옻나무과의 속이다. 속명인 "스클레로카리아"는 고대 그리스어로 "단단하다, 딱딱하다, 굳다"는 뜻인 "스클레로스(σκληρός)"와 "견과"를 뜻하는 "카뤼온(κάρυον)"을 합친 말로, 열매 속의 단단한 핵(내과피) 때문에 이러한 이름이 붙었다.
2종이 사하라 이남 아프리카와 마다가스카르에 분포한다.

## 하위 분류
- 마룰라나무(S. birrea (A.Rich.) Hochst.)
  - S. b. subsp. caffra (Sond.) Kokwaro
  - S. b. subsp. multifoliolata (Engl.) Kokwaro
- S. gillettii Kokwaro